# بریان روی
بریان روی (هلندی: Bryan Roy؛ زادهٔ ۱۲ فوریهٔ ۱۹۷۰) یک بازیکن فوتبال اهل هلند است.

## تیم ملی
وی همچنین در تیم ملی فوتبال هلند بازی کرده‌است.